# Ceratophysella sibirica
Ceratophysella sibirica är en urinsektsart som beskrevs av Olga M. Martynova 1974. Ceratophysella sibirica ingår i släktet Ceratophysella och familjen Hypogastruridae. Inga underarter finns listade i Catalogue of Life.